# Duminica Izgonirii lui Adam din Rai
Duminica iertării, Duminica izgonirii lui Adam din Rai sau Duminica lăsatului sec de brânză este o sărbătoare creștină. În Biserica Ortodoxă și în Bisericile Catolice de ritul bizantin ea se sărbătorește în  a patra duminică a Triodului ce urmează Duminicii lăsatului sec de carne și precede Duminica Ortodoxiei.

## Semnificație și cult
În această zi se face pomenirea izgonirii din raiul desfătării a lui Adam cel întâi-zidit.
În Biserica Ortodoxă la Sfânta Liturghie din această zi se citește din Evanghelia după Matei (6,14-21) „Zis-a Domnul: dacă veți ierta oamenilor greșelile lor, și vouă Tatăl vostru cel ceresc vă va ierta greșelile voastre. Iar dacă nu veți ierta oamenilor greșelile lor, nici Tatăl vostru nu vă va ierta greșelile voastre. Când postiți, nu fiți triști ca fățarnicii, căci ei își întunecă fețele lor, ca să se arate oamenilor că postesc. Adevărat vă spun vouă că își iau răsplata lor. Iată tu, când postești, unge-ți capul tău și fața ta o spală, ca să nu te arăți oamenilor că postești, ci Tatălui tău care este în ascuns; și Tatăl tău care vede cele ascunse îți va răsplăti ție. Nu vă adunați comori pe pământ, unde moliile și rugina le strică, și unde furii le sapă și le fură. Ci vă adunați comori în cer, unde nici moliile, nici rugina nu le strică, și unde furii nu le sapă, nici le fură. Că unde este comoara voastră, acolo va fi și inima voastră.”
La vecernia de duminică seară, creștinii își cer iertare înainte de intrarea în Postul mare de aici și numele Duminica iertării.